# نظرية المعادلات

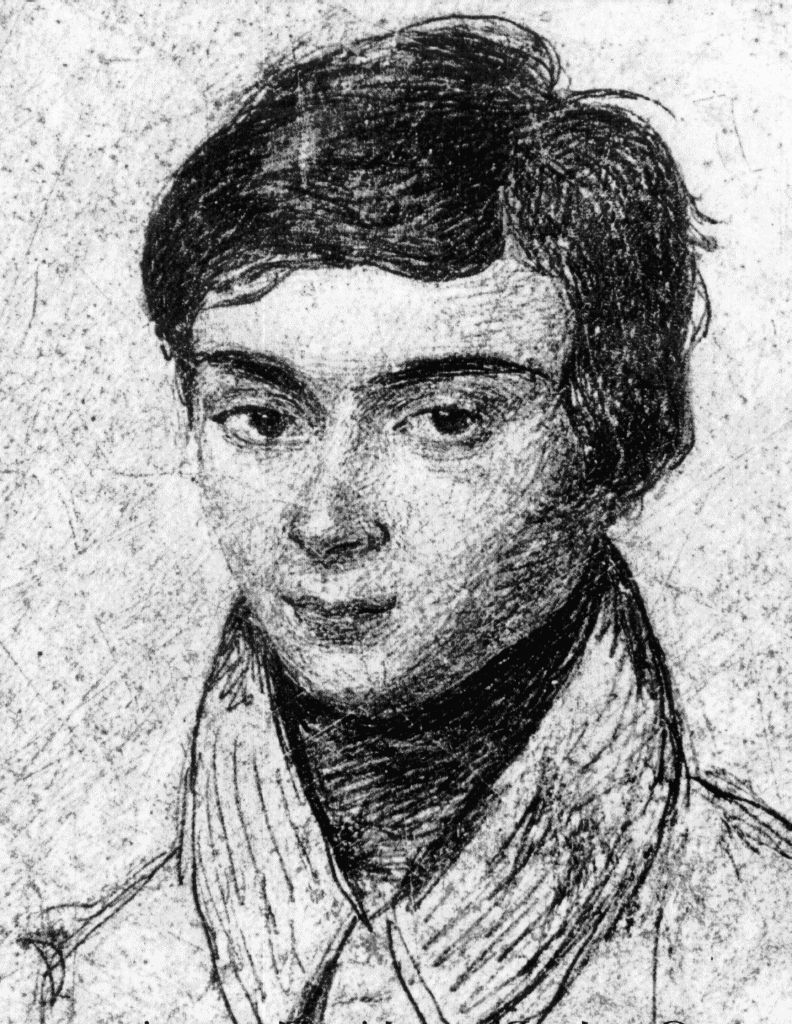

في الرياضيات، تعد نظرية المعادلات (بالإنجليزية: Theory of equations)‏ جزءاً من الجبر. بشكل أدق، «نظرية المعادلات» هي اختصار «نظرية المعادلات الجبرية». يتم استخدام المصطلح «نظرية المعادلات» بشكل أساسي في نطاق تاريخ الرياضيات.

## التاريخ
حتى نهاية القرن التاسع عشر، كانت نظرية المعادلات مرادفاً للجبر. ولفترة طويلة من الزمن، كانت المسألة الرئيسية هي إيجاد حلول معادلة غير خطية في متغير واحد. لم يتم إثبات أنه يوجد حل مركب دائماً لأي معادلة وهي نتيجة المبرهنة الأساسية في الجبر، إلا في بدايات القرن التاسع عشر والتي لا يوجد لها حل جبري خالص. كان الشاغل الرئيس لعلماء الجبر هو الحل بدلالة الجذور، أي التعبير عن الحلول على شكل صيغة من العمليات الحسابية الأساسية والجذور، والذي تم النجاح فيه إلى معادلات الدرجة الرابعة خلال القرن السادس عشر. ظلت حالة الدرجات الأعلى دون حل إلى القرن التاسع عشر، حينما أثبت نيلس هنريك أبيل أن بعض معادلات الدرجة الخامسة لا يمكن حلها بالجذور (مبرهنة أبيل-روفيني) وحينما أبدع إيفاريست غالوا نظرية (تسمى حاليا نظرية غالوا) تمكن من القرار أن معادلة ما قابلة للحلحلة من عدمها.

## مزيد من المعضلات
من المعضلات الكلاسيكية في نظرية المعادلات، ما يلي:
- المعادلة الخطية: حلحل هذا النوع من المعادلات منذ قديم الزمان.
- انظر إلى نظام معادلات خطية وإلى غابرييل كرامر. وإلى
- انظر إلى معادلة ديفونتية.
- انظر إلى هندسة جبرية